# ویلو کانیون (آریزونا)
ویلو کانیون (به انگلیسی: Willow Canyon) یک منطقهٔ مسکونی در ایالات متحده آمریکا است که در شهرستان پیما، آریزونا واقع شده‌است. ویلو کانیون ۰٫۸۶ کیلومتر مربع مساحت و ۳٬۰۲۳ نفر جمعیت دارد و ۲٬۱۲۵٫۰۹ متر بالاتر از سطح دریا واقع شده‌است.